# اپینال
اپینال (به فرانسوی: Épinal) شهری در شهرستان ووژ (فرانسه) در ناحیه لورن با جمعیت ۳۴٬۰۱۴ نفر در شمال خاوری کشور فرانسه واقع شده‌است.